# Бугимен 3
«Бугимен 3» (англ. Boogeyman 3) — фильм ужасов режиссёра Гари Джонса. Продолжение фильмов «Бугимен» и «Бугимен 2». Фильм вышел сразу на DVD.

## Сюжет
Сара учится в колледже и ведёт на студенческой радиостанции передачу, помогающую студентам в решении различных вопросов. Однажды посреди ночи в её комнату в общежитии приходит её подруга Одри, которая чем-то сильно напугана. Сара предлагает ей остаться у неё. На следующий день Одри звонит на радиопередачу Сары и рассказывает о Бугимене. Пока другой ведущий разговаривает с ней, Сара, считая, что у подруги суицидальное состояние, бежит к Одри. Когда она прибегает, то видит, что Одри повесилась.
Вскоре Сара находит дневник отца Одри — доктора Митчела Олэна, который был убит во второй части фильма. Она тоже начинает верить в Бугимена и рассказывает об этом своим друзьям и парню, но они отказываются признавать, что это правда. Также ей не верят и студенты, однако из-за звонка Одри по студенческому городку начинают ползти слухи о Бугимене. Сара начинает понимать, что Бугимен существует, пока в него верят и его боятся. Поэтому после того, как он убивает её парня, она для предотвращения роста его силы говорит полиции, что все убийства совершила сама. Один из полицейских, с которыми она спускается в лифте, говорит, что не верит ей, но Сара настаивает на своём. Внезапно лифт останавливается, и Бугимен утаскивает Сару в шахту на глазах у перепуганных полицейских.
Через год в комнате Сары поселяются две студентки, и одна из них рассказывает другой о том, что бывшая хозяйка комнаты верила в сверхъестественное существо — Бугимена. Когда рассказчица остаётся одна, то оказывается, что она тоже боится его и верит в свою историю. Появляется Бугимен и утаскивает девушку под кровать. Это означает, что, раз она его боялась и о нём снова заговорили, у него появилась возможность вернуться.

## В ролях
- Эрин Кехилл — Сара
- Чак Хиттингер — Дэвид
- Мими Майклз — Линдси
- Мэтт Риппи — Кейн
- Никки Сандерсон — Одри
- Джейн Вайзнер — Эми